# Cloniophorus asper
Cloniophorus asper är en skalbaggsart som beskrevs av Aurivillius 1916. Cloniophorus asper ingår i släktet Cloniophorus och familjen långhorningar. Inga underarter finns listade i Catalogue of Life.